# Sächsischer Landespokal 2018/19
Der Sächsische Landespokal 2018/19 war die 29. Austragung des Sächsischen Landespokals (Sponsorenname: Wernesgrüner Sachsenpokal) der Männer im Amateurfußball. Der Landespokalsieger qualifizierte sich für den DFB-Pokal 2019/20.
Eröffnet wurde der Wettbewerb am 17. August 2018 mit der Erstrundenbegegnung zwischen der SG Motor Wilsdruff und dem LSV Neustadt/Spree (1:0). Titelverteidiger war die BSG Chemie Leipzig, die sich in dieser Saison im Viertelfinale dem 1. FC Lokomotive Leipzig im 103. Leipziger Stadtderby geschlagen geben musste. Erstmals seit der Saison 2012/13 nahm mit dem FSV Zwickau nur eine drittklassige Mannschaft am Sachsenpokal teil.
Für das Endspiel, das am 25. Mai 2019 zum ersten Mal seit der Saison 2009/10 wieder im Chemnitzer Stadion an der Gellertstraße ausgetragen wurde, qualifizierten sich der Chemnitzer FC und der FSV Zwickau. Die Chemnitzer konnten das Finale mit 2:0 (1:0) für sich entscheiden und sicherten sich somit bereits ihren zehnten Landespokalsieg. Der FSV Zwickau konnte hingegen auch sein fünftes Finale nicht gewinnen.

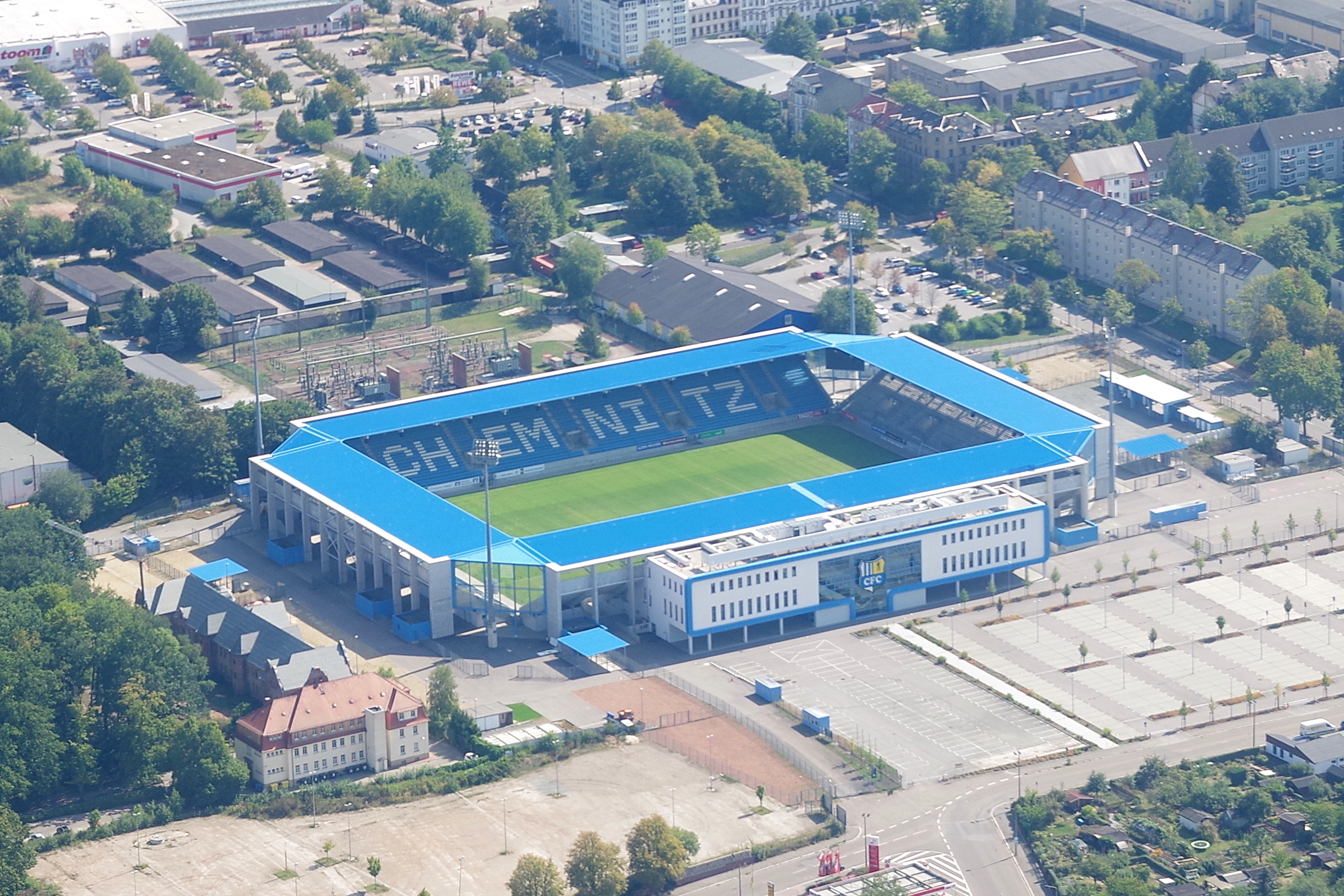
Stadion an der Gellertstraße

## Termine
Die Spiele des diesjährigen sächsischen Landespokals werden an folgenden Terminen ausgetragen:
1. Hauptrunde: 17.–19. August 2018

2. Hauptrunde: 8.–9. September 2018

3. Hauptrunde: 12.–14. Oktober 2018

Achtelfinale: 31. Oktober und 17. November 2018

Viertelfinale: 17.–18. November und 15. Dezember 2018

Halbfinale: 10. und 24. April 2019

Finale: 25. Mai 2019

## Teilnehmende Mannschaften
Für den Sächsischen Landespokal 2018/19 qualifizierten sich 98 Mannschaften, von denen eine auf die Teilnahme verzichtete: Alle sächsischen Mannschaften der 3. Liga 2018/19, der Regionalliga Nordost 2018/19, der Oberliga Nordost 2018/19, der Sachsenliga 2018/19, der Landesklasse Sachsen 2018/19, sowie die dreizehn Kreis- bzw. Stadtpokalsieger der Saison 2017/18. Zweite Mannschaften höherklassiger Vereine sind allerdings von der Teilnahme ausgeschlossen.
| 3. Liga 2018/19 (III) | Regionalliga Nordost 2018/19 (IV) | Oberliga Nordost 2018/19 (V) | Sachsenliga 2018/19 (VI) | Sachsenliga 2018/19 (VI) |
| --- | --- | --- | --- | --- |
| FSV Zwickau | Chemnitzer FC FC Oberlausitz Neugersdorf 1. FC Lokomotive Leipzig VfB Auerbach FSV Budissa Bautzen Bischofswerdaer FV | BSG Chemie Leipzig Inter Leipzig VFC Plauen FC Eilenburg VfL 05 Hohenstein-Ernstthal | SV Einheit Kamenz Großenhainer FV 90 FC Grimma FC 1910 Lößnitz FV Eintracht Niesky Kickers 94 Markkleeberg BSG Stahl Riesa VfL Pirna-Copitz 07 | Radebeuler BC 08 SSV Markranstädt BSC Rapid Chemnitz VfB Empor Glauchau SV Germania Mittweida FSV 1990 Neusalza-Spremberg SV Olbernhau SG Taucha 99 |
| Landesklasse Sachsen 2018/19 (VII) | Landesklasse Sachsen 2018/19 (VII) | Landesklasse Sachsen 2018/19 (VII) | Landesklasse Sachsen 2018/19 (VII) | Kreispokalsieger 2017/18 (VIII) Kreisoberliga (X) 1. Kreisklasse |
| - Staffel Nord: VfB Zwenkau 02 SV Lipsia 93 Eutritzsch FSV Krostitz HFC Colditz FC Blau-Weiß Leipzig SV Naunhof 1920 FC Bad Lausick 1990 Döbelner SC 02/90 ATSV Frisch Auf Wurzen (verzichtete) SV Liebertwolkwitz SV Eintracht Sermuth SG Rotation Leipzig 1950 Roter Stern Leipzig SG Leipziger Verkehrsbetriebe Roßweiner SV Radefelder SV 90 | - Staffel West: Reichenbacher FC VfB Fortuna Chemnitz SV Merkur 06 Oelsnitz SG Handwerk Rabenstein FC Concordia Schneeberg ESV Lokomotive Zwickau FSV Motor Marienberg TSV IFA Chemnitz TSV Germania Chemnitz 08 SSV Fortschritt Lichtenstein SV Tanne Thalheim BSV Gelenau FSV Treuen SpVgg Blau-Weiß Chemnitz VfB Annaberg 09 Meeraner SV | - Staffel Mitte: Hainsberger SV BSC Freiberg FV Blau-Weiß Stahl Freital SV Bannewitz SG Empor Possendorf FV Gröditz 1911 SV Wesenitztal TuS Weinböhla SG Motor Wilsdruff Hartmannsdorfer SV Empor Heidenauer SV Meißner SV 08 | - Staffel Ost: LSV Neustadt/Spree FV Dresden 06 Laubegast SG Dresden Striesen FSV Oderwitz 02 SV Oberland Spree SG Weixdorf SV Zeißig SG Crostwitz 1981 SV Fortuna Trebendorf 1996 SC Borea Dresden SC 1911 Großröhrsdorf VfB Weißwasser 1909 TSV Rotation Dresden | - Chemnitz: USG Chemnitz 1 (VIII) - Dresden: FC Dresden 2 (X) - Erzgebirge: SV Blau-Weiß Crottendorf (VIII) - Leipzig: SV Eintracht Leipzig-Süd (VIII) - Meißen: LSV 61 Tauscha (VIII) - Mittelsachsen: Oederaner SC (VIII) - Muldental/Leipziger Land: BSV Einheit Frohburg 3 (VIII) - Nordsachsen: SV Frisch Auf Doberschütz-Mockrehna (VIII) - Oberlausitz: VfB Zittau (VIII) - Sächsische Schweiz/Osterzgebirge: SSV Neustadt/Sachsen (VIII) - Vogtland: SC Syrau 1919 (VIII) - Westlausitz: SV Aufbau Deutschbaselitz (X) - Zwickau: SpVgg Reinsdorf-Vielau 4 (VIII) |

## Modus
Der Sächsische Landespokal wird im K.-o.-Modus ausgetragen, im Falle eines Unentschiedens nach 90 Minuten folgen Verlängerung und Elfmeterschießen. Die Paarungen werden vor jeder Runde ausgelost. Heimrecht hat stets die klassentiefere Mannschaft, sonst entscheidet die Reihenfolge der Ziehung bei der Auslosung (die Mannschaft mit Heimrecht kann allerdings zugunsten der anderen Mannschaft auf das Heimrecht verzichten). Das Heimrecht im Finale wird für den Fall einer Paarung aus zwei gleichklassigen Mannschaften separat ausgelost. In der 1. Hauptrunde spielen zunächst nur die über die Sachsenliga, die Landesklasse und die Kreispokale qualifizierten Mannschaften, wobei hier fünf Freilose vergeben werden. In der 2. Hauptrunde greifen die fünf sächsischen Oberligisten in den Wettbewerb ein, in der 3. Hauptrunde müssen auch die sächsischen Dritt- und Regionalligisten erstmals antreten.

## 1. Hauptrunde
| Datum      |                                            | Ergebnis              |                                    |
| ---------- | ------------------------------------------ | --------------------- | ---------------------------------- |
| 17.08.2018 | SG Motor Wilsdruff (VII)                   | 1:0                   | LSV Neustadt/Spree (VII)           |
| 18.08.2018 | SV Eintracht Leipzig-Süd (VIII)            | 3:3 n. V. (4:5 i. E.) | Heidenauer SV (VII)                |
| 18.08.2018 | BSV Einheit Frohburg (VIII)                | 1:2                   | VfB Zwenkau 02 (VII)               |
| 18.08.2018 | VfB Fortuna Chemnitz (VII)                 | 3:2                   | FSV Krostitz (VII)                 |
| 18.08.2018 | VfB Zittau (VIII)                          | 0:1                   | SV Einheit Kamenz (VI)             |
| 18.08.2018 | Meißner SV 08 (VII)                        | 1:4                   | FV Eintracht Niesky (VI)           |
| 18.08.2018 | SG Dresden Striesen (VII)                  | 5:1                   | FV Gröditz 1911 (VII)              |
| 18.08.2018 | Hartmannsdorfer SV Empor (VII)             | 0:2                   | SV Bannewitz (VII)                 |
| 18.08.2018 | FV Oderwitz 02 (VII)                       | 4:5                   | SG Crostwitz 1981 (VII)            |
| 18.08.2018 | Radebeuler BC 08 (VI)                      | 0:1                   | VfL Pirna-Copitz 07 (VI)           |
| 18.08.2018 | SV Frisch Auf Doberschütz-Mockrehna (VIII) | 2:8                   | SV Merkur 06 Oelsnitz (VII)        |
| 18.08.2018 | SC Syrau 1919 (VIII)                       | 5:0                   | VfB Annaberg 09 (VII)              |
| 18.08.2018 | Roter Stern Leipzig (VII)                  | 3:6                   | Kickers 94 Markkleeberg (VI)       |
| 18.08.2018 | FC Blau-Weiß Leipzig (VII)                 | 5:0                   | SV Liebertwolkwitz (VII)           |
| 18.08.2018 | FC 1910 Lößnitz (VI)                       | 6:2                   | SSV Markranstädt (VI)              |
| 18.08.2018 | SG Leipziger Verkehrsbetriebe (VII)        | 5:2                   | SV Eintracht Sermuth (VII)         |
| 18.08.2018 | BSC Freiberg (VII)                         | 3:0                   | Großenhainer FV 90 (VI)            |
| 19.08.2018 | TSV Rotation Dresden (VII)                 | 6:0                   | TuS Weinböhla (VII)                |
| 19.08.2018 | SC Borea Dresden (VII)                     | 1:5                   | SV 1990 Neusalza-Spremberg (VI)    |
| 19.08.2018 | FC Dresden (X)                             | 0:4                   | Hainsberger SV (VII)               |
| 19.08.2018 | Oederaner SC (VIII)                        | 0:6                   | SV Germania Mittweida (VI)         |
| 19.08.2018 | SSV Neustadt/Sachsen (VIII)                | 0:5                   | SV Zeißig (VII)                    |
| 19.08.2018 | LSV 61 Tauscha (VIII)                      | 2:2 n. V. (2:4 i. E.) | VfB Weißwasser 1909 (VII)          |
| 19.08.2018 | SV Aufbau Deutschbaselitz (X)              | 0:1                   | SV Fortuna Trebendorf 1996 (VII)   |
| 19.08.2018 | SG Empor Possendorf (VII)                  | 0:3                   | BSG Stahl Riesa (VI)               |
| 19.08.2018 | SG Weixdorf (VII)                          | 3:1                   | SC 1911 Großröhrsdorf (VII)        |
| 19.08.2018 | FV Dresden 06 Laubegast (VII)              | 6:2                   | LSV Oberland/Spree (VII)           |
| 19.08.2018 | USG Chemnitz (VIII)                        | 0:9                   | Radefelder SV 90 (VII)             |
| 19.08.2018 | SV Blau-Weiß Crottendorf (VIII)            | 2:0                   | SV Lipsia 93 Eutritzsch (VII)      |
| 19.08.2018 | SpVgg Reinsdorf-Vielau (VIII)              | 0:2                   | HFC Colditz (VII)                  |
| 19.08.2018 | ESV Lokomotive Zwickau (VII)               | 3:2                   | SG Handwerk Rabenstein (VII)       |
| 19.08.2018 | TSV Germania Chemnitz 08 (VII)             | 0:0 n. V. (4:5 i. E.) | FC Grimma (VI)                     |
| 19.08.2018 | TSV IFA Chemnitz (VII)                     | 0:3                   | FSV Motor Marienberg (VII)         |
| 19.08.2018 | BSV Gelenau (VII)                          | 4:0                   | Roßweiner SV (VII)                 |
| 19.08.2018 | FSV Treuen (VII)                           | 1:3                   | FC Concordia Schneberg (VII)       |
| 19.08.2018 | FC Bad Lausick 1990 (VII)                  | 2:3                   | SV Olbernhau (VI)                  |
| 19.08.2018 | SpVgg Blau-Weiß Chemnitz (VII)             | 2:2 n. V. (3:5 i. E.) | SV Tanne Thalheim (VII)            |
| 19.08.2018 | SG Rotation Leipzig 1950 (VII)             | 0:2                   | SG Taucha 99 (VI)                  |
| 19.08.2018 | Reichenbacher FC (VII)                     | 3:2                   | SSV Fortschritt Lichtenstein (VII) |
| 19.08.2018 | Meeraner SV (VII)                          | 5:4                   | Döbelner SC 02/90 (VII)            |

Freilose erhielten:
- SV Wesenitztal (VII)
- FV Blau-Weiß Stahl Freital (VII)
- BSC Rapid Chemnitz (VI)
- VfB Empor Glauchau (VI)
- SV Naunhof 1920 (VII)

## 2. Hauptrunde
| Datum      |                                 | Ergebnis              |                                     |
| ---------- | ------------------------------- | --------------------- | ----------------------------------- |
| 08.09.2018 | SC Syrau 1919 (VIII)            | 5:1                   | SG Crostwitz 1981 (VII)             |
| 08.09.2018 | VfB Fortuna Chemnitz (VII)      | 0:2                   | SG Taucha 99 (VI)                   |
| 08.09.2018 | FC Blau-Weiß Leipzig (VII)      | 4:4 n. V. (6:5 i. E.) | BSG Stahl Riesa (VI)                |
| 08.09.2018 | FV Eintracht Niesky (VI)        | 3:0                   | VfB Empor Glauchau (VI)             |
| 08.09.2018 | Inter Leipzig (V)               | 0:1                   | VFC Plauen (V)                      |
| 08.09.2018 | SV Wesenitztal (VII)            | 0:4                   | FV Dresden 06 Laubegast (VII)       |
| 08.09.2018 | SG Motor Wilsdruff (VII)        | 0:0 n. V. (3:5 i. E.) | FSV 1990 Neusalza-Spremberg (VI)    |
| 08.09.2018 | SG Dresden Striesen (VII)       | 2:2 n. V. (4:3 i. E.) | VfL Pirna-Copitz 07 (VI)            |
| 08.09.2018 | VfB Zwenkau 02 (VII)            | 1:3                   | SV Merkur 06 Oelsnitz (VII)         |
| 08.09.2018 | Heidenauer SV (VII)             | 1:6                   | Kickers 94 Markkleeberg (VI)        |
| 09.09.2018 | SV Naunhof 1920 (VII)           | 0:4                   | Reichenbacher FC (VII)              |
| 09.09.2018 | FSV Motor Marienberg (VII)      | 0:3                   | FC 1910 Lößnitz (VI)                |
| 09.09.2018 | Meeraner SV (VII)               | 3:3 n. V. (3:4 i. E.) | SV Germania Mittweida (VI)          |
| 09.09.2018 | SV Blau-Weiß Crottendorf (VIII) | 2:0                   | SG Leipziger Verkehrsbetriebe (VII) |
| 09.09.2018 | FC Concordia Schneeberg (VII)   | 2:2 n. V. (2:4 i. E.) | VfB Weißwasser 1909 (VII)           |
| 09.09.2018 | VfL 05 Hohenstein-Ernstthal (V) | 1:3                   | BSG Chemie Leipzig (V)              |
| 09.09.2018 | Hainsberger SV (VII)            | 4:0                   | Radefelder SV 90 (VII)              |
| 09.09.2018 | HFC Colditz (VII)               | 3:0                   | SV Olbernhau (VI)                   |
| 09.09.2018 | TSV Rotation Dresden (VII)      | 1:2                   | FC Grimma (VI)                      |
| 09.09.2018 | BSV Gelenau (VII)               | 4:7                   | SV Fortuna Trebendorf 1996 (VII)    |
| 09.09.2018 | BSC Freiberg (VII)              | 2:0                   | BSC Rapid Chemnitz (VI)             |
| 09.09.2018 | SV Tanne Thalheim (VII)         | 0:6                   | FC Eilenburg (V)                    |
| 09.09.2018 | SV Bannewitz (VII)              | 0:2                   | FV Blau-Weiß Stahl Freital (VII)    |
| 09.09.2018 | SG Weixdorf (VII)               | 2:4                   | SV Einheit Kamenz (VI)              |
| 09.09.2018 | ESV Lokomotive Zwickau (VII)    | 2:1                   | SV Zeißig (VII)                     |

## 3. Hauptrunde
| Datum      |                                  | Ergebnis              |                                  |
| ---------- | -------------------------------- | --------------------- | -------------------------------- |
| 12.10.2018 | VFC Plauen (V)                   | 1:1 n. V. (3:5 i. E.) | FSV Budissa Bautzen (IV)         |
| 12.10.2018 | FV Eintracht Niesky (VI)         | 6:1                   | SV Germania Mittweida (VI)       |
| 13.10.2018 | FC Oberlausitz Neugersdorf (IV)  | 1:2                   | FSV Zwickau (III)                |
| 13.10.2018 | FC 1910 Lößnitz (VI)             | 4:2 n. V.             | SG Taucha 99 (VI)                |
| 13.10.2018 | BSG Chemie Leipzig (V)           | 4:1                   | FC Blau-Weiß Leipzig 1 (VII)     |
| 13.10.2018 | SC Syrau 1919 (VIII)             | 3:1                   | VfB Weißwasser 1909 (VII)        |
| 13.10.2018 | SG Dresden Striesen (VII)        | 0:1                   | FC Grimma (VI)                   |
| 13.10.2018 | 1. FC Lokomotive Leipzig (IV)    | 6:1                   | Hainsberger SV 1 (VII)           |
| 13.10.2018 | Kickers 94 Markkleeberg (VI)     | 1:3                   | Chemnitzer FC (IV)               |
| 14.10.2018 | Reichenbacher FC (VII)           | 1:3 n. V.             | FV Dresden 06 Laubegast (VII)    |
| 14.10.2018 | HFC Colditz (VII)                | 0:3                   | SV Einheit Kamenz (VI)           |
| 14.10.2018 | FSV 1990 Neusalza-Spremberg (VI) | 0:4                   | VfB Auerbach (IV)                |
| 14.10.2018 | SV Merkur 06 Oelsnitz (VII)      | 0:5                   | FC Eilenburg (V)                 |
| 14.10.2018 | BSC Freiberg (VII)               | 1:3                   | Bischofswerdaer FV (IV)          |
| 14.10.2018 | SV Blau-Weiß Crottendorf (VIII)  | 2:3 n. V.             | SV Fortuna Trebendorf 1996 (VII) |
| 14.10.2018 | ESV Lokomotive Zwickau (VII)     | 2:4 n. V.             | FV Blau-Weiß Stahl Freital (VII) |

## Achtelfinale
| Datum      |                                  | Ergebnis  |                               |
| ---------- | -------------------------------- | --------- | ----------------------------- |
| 31.10.2018 | SC Syrau 1919 (VIII)             | 1:6       | SV Einheit Kamenz (VI)        |
| 31.10.2018 | FC Eilenburg (V)                 | 0:3       | FSV Zwickau (III)             |
| 31.10.2018 | FC Grimma (VI)                   | 0:4       | Bischofswerdaer FV (IV)       |
| 31.10.2018 | FV Blau-Weiß Stahl Freital (VII) | 1:7       | FSV Budissa Bautzen (IV)      |
| 31.10.2018 | FV Dresden 06 Laubegast (VII)    | 4:1       | FV Eintracht Niesky (VI)      |
| 31.10.2018 | FC 1910 Lößnitz (VI)             | 2:4       | Chemnitzer FC (IV)            |
| 17.11.2018 | SV Fortuna Trebendorf 1996 (VII) | 3:6 n. V. | BSG Chemie Leipzig (V)        |
| 17.11.2018 | VfB Auerbach (IV)                | 1:4       | 1. FC Lokomotive Leipzig (IV) |

## Viertelfinale
| Datum      |                               | Ergebnis |                               |
| ---------- | ----------------------------- | -------- | ----------------------------- |
| 17.11.2018 | Chemnitzer FC (IV)            | 2:1      | Bischofswerdaer FV (IV)       |
| 17.11.2018 | SV Einheit Kamenz (VI)        | 1:4      | FSV Zwickau (III)             |
| 18.11.2018 | FV Dresden 06 Laubegast (VII) | 2:4      | FSV Budissa Bautzen (IV)      |
| 15.12.2018 | BSG Chemie Leipzig (V)        | 0:1      | 1. FC Lokomotive Leipzig (IV) |

## Halbfinale
Im Rahmen der Auslosung zu den Halbfinalpaarungen wurde außerdem per Auslosung festgelegt, dass im Falle einer Finalpaarung aus zwei gleichklassigen Mannschaften der Sieger der Halbfinalpartie FSV Budissa Bautzen – FSV Zwickau im Finale Heimrecht gehabt hätte.
| Datum      |                          | Ergebnis               |                               |
| ---------- | ------------------------ | ---------------------- | ----------------------------- |
| 10.04.2019 | FSV Budissa Bautzen (IV) | 0:2                    | FSV Zwickau (III)             |
| 24.04.2019 | Chemnitzer FC (IV)       | 3:3 n. V. (10:9 i. E.) | 1. FC Lokomotive Leipzig (IV) |

## Finale
| Chemnitzer FC                                           | Chemnitzer FC | FSV Zwickau | FSV Zwickau |
| ------------------------------------------------------- | --- | --- | ----------- |
| Chemnitzer FC                                           | \| 25. Mai 2019 in Chemnitz (Stadion an der Gellertstraße) \| \| Ergebnis: 2:0 (1:0) \| \| Zuschauer: 11.638 \| \| Schiedsrichter: Richard Hempel \| \| Spielbericht \|                                                                                          | \| 25. Mai 2019 in Chemnitz (Stadion an der Gellertstraße) \| \| Ergebnis: 2:0 (1:0) \| \| Zuschauer: 11.638 \| \| Schiedsrichter: Richard Hempel \| \| Spielbericht \| | FSV Zwickau |
| Chemnitzer FC                                           | Jakub Jakubov – Niklas Hoheneder, Kostadin Welkow, Joannis Karsanidis (88. Timo Mauer), Dennis Grote (90+3. Michael Blum), Paul Milde, Daniel Frahn (90+4. Jan-Pelle Hoppe), Rafael García, Pascal Itter, Matti Langer, Tobias Müller Cheftrainer: David Bergner | Johannes Brinkies – Bryan Gaul, Toni Wachsmuth , Ronny König, Morris Schröter (78. Orrin McKinze Gaines II), Lion Lauberbach, Davy Frick, Alexandros Kartalis, Nils Miatke (57. Mike Könnecke), Julius Reinhardt (90. Alexander Sorge), Nico Antonitsch Cheftrainer: Joe Enochs | FSV Zwickau |
| Chemnitzer FC                                           | 1:0 Tobias Müller (45.+1') 2:0 Tobias Müller (84.) | | FSV Zwickau |
| Chemnitzer FC                                           | Dennis Grote (21.) | Davy Frick (19.), Julius Reinhardt (22.), Nils Miatke (55.), Niko Antonitsch (64.), Toni Wachsmuth (68.), Lion Lauterbach (90.) | FSV Zwickau |
| 25. Mai 2019 in Chemnitz (Stadion an der Gellertstraße) | | |             |
| Ergebnis: 2:0 (1:0)                                     | | |             |
| Zuschauer: 11.638                                       | | |             |
| Schiedsrichter: Richard Hempel                          | | |             |
| Spielbericht                                            | | |             |

## Der Sachsenpokalsieger im DFB-Pokal 2019/20
In der 1. Hauptrunde des DFB-Pokals trat der Chemnitzer FC gegen den Zweitligisten Hamburger SV an, dem er schlussendlich im Elfmeterschießen unterlag
| Datum      |               | Ergebnis                         |              | Runde         | Tore                                                                                              |
| ---------- | ------------- | -------------------------------- | ------------ | ------------- | ------------------------------------------------------------------------------------------------- |
| 11.08.2019 | Chemnitzer FC | 2:2 n. V. (2:2, 0:0) (5:6 i. E.) | Hamburger SV | 1. Hauptrunde | 1:0 Dejan Bozic (57.), 1:1 Lukas Hinterseer (62.), 2:1 Matti Langer (68.), 2:2 Sonny Kittel (75.) |